# Ada Roe
Ada Roe (née Giddings ; 6 février 1858 - 11 janvier 1970) était une supercentenaire britannique qui fut la doyenne de l'humanité depuis la mort de Haruno Shimada le 31 décembre 1969, jusqu'à sa propre mort le 11 janvier 1970. Elle était la dernière personne survivante connue au monde à être née dans les années 1850.

## Biographie
Ada Roe est née Ada Giddings à Islington, en Angleterre. Elle a ensuite déménagé à Lowestoft, où elle a tenu une crémerie pendant plus de 75 ans, continuant à l'aider à l'âge de 110 ans. Elle a épousé William Roe en 1885 et a eu trois enfants.
Elle a attribué sa longévité à une enfance heureuse. À sa mort, Roe était également la personne britannique la plus âgée de tous les temps.
Ada Roe est décédée à Lowestoft, le 11 janvier 1970, à l'âge de 111 ans et 339 jours.
Après sa mort, le titre de doyenne de la personne vivante est revenu à Josefa Salas Mateo d'Espagne. Alice Stevenson, qui lui a succédé comme doyenne de la personne britannique vivante, est devenue la personne la plus âgée à avoir résidé au Royaume-Uni (la Britannique Betsy Baker était alors plus âgée), atteignant l'âge de 112 ans et 39 jours.